# Transportul în Danemarca

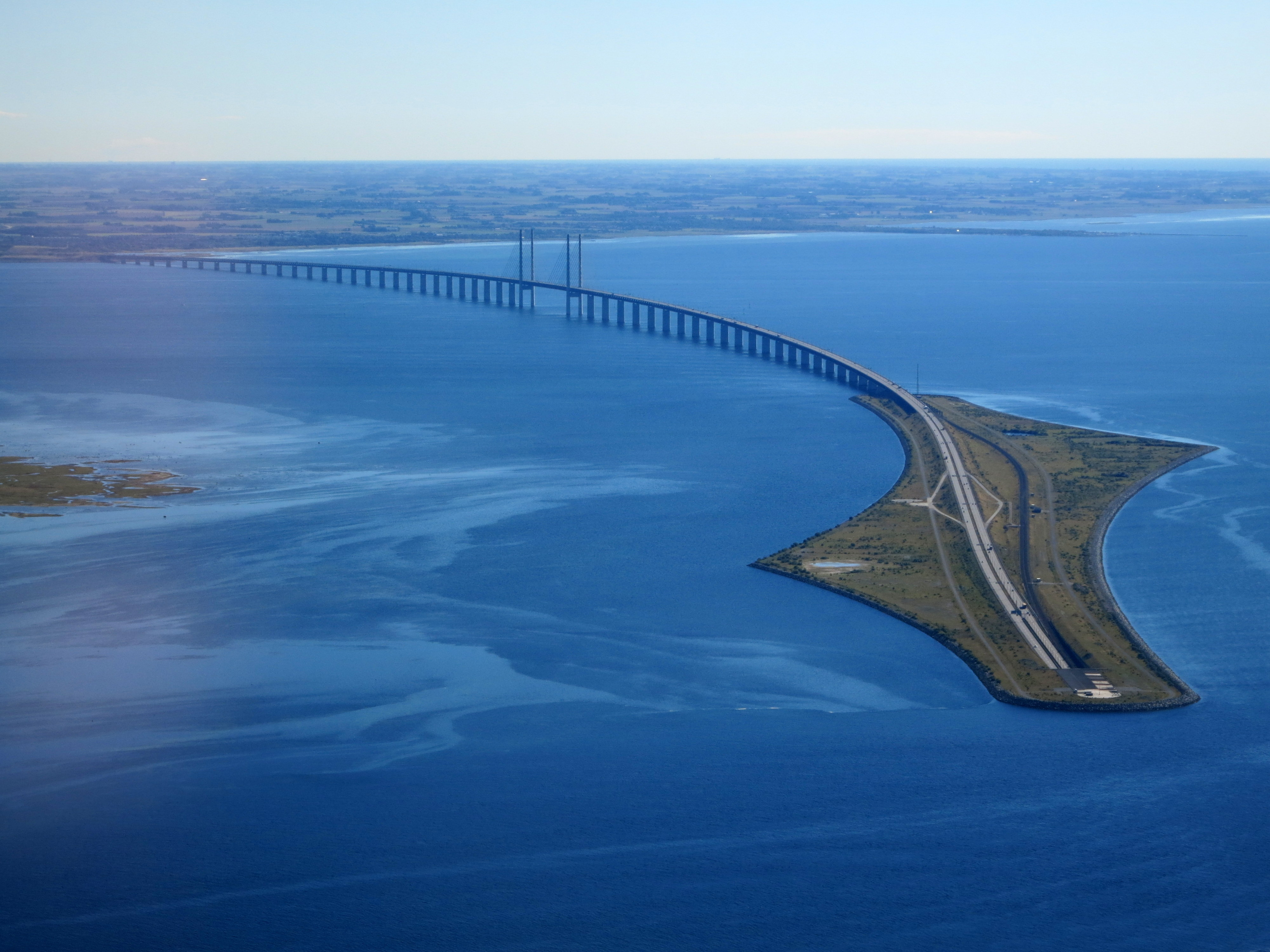
Podul Øresund (2015)

Transportul în Danemarca s-a dezvoltat considerabil în secolul al XX-lea. Danemarca a făcut mari investiții în construcția de drumuri și căi ferate care să lege Zealand de Malmö, Suedia (Podul Øresund), și între Zealand și Funen.

## Transportul feroviar
Principalul operator de transporturi pe calea ferată este Danske Statsbaner (Compania de Căi Ferate Daneze) pentru călători și Railion pentru transporturi de marfă. Copenhaga are un sistem propriu de Metro. 

## Transportul aerian
Compania de transporturi naționale daneze (împreună cu Norvegia și Suedia) este Scandinavian Airlines System (SAS), iar Aeroportul din Copenhaga este cel mai mare din țară.
În 2011 aproximativ 28 milioane de pasageri au folosit aeroporturile daneze.
Aeroportul Copenhaga este cel mai mare aeroport din Scandinavia. Este amplasat în Kastrup, la 8 km sud-est de capitala Copenhaga. 

## Transportul naval
Legătura cu Insulele Faroe se face cu feribotul.

## Transportul rutier
Rețeaua rutieră a țării pentru 2008 include 73,197 km de drumuri, dintre care 1111 km sunt autostrăzi. Toate autostrăzile, cu excepția Podului Mare și a Podul Øresund, sunt gratuite.

Autostrăzi în Danemarca.